# Hubert Kós
Hubert Kós, född 28 mars 2003, är en ungersk simmare.

## Karriär
Vid VM 2023 i Fukuoka tog Kós guld och noterade ett nytt nationsrekord på 200 meter ryggsim. Vid EM 2024 i Belgrad tog han guld på 200 meter medley och silver på 100 meter fjärilsim. Kós var även en del av Ungerns lag som tog guld på 4×100 meter mixed frisim, silver på 4×200 meter frisim och brons på 4×100 meter mixed medley.